# Sideways
Sideways är en amerikansk film från 2004 i regi av Alexander Payne.

## Handling
En film om män, vin i allmänhet och viner av druvan Pinot Noir i synnerhet, samt om Kalifornien

## Rollista (i urval)
- Paul Giamatti - Miles Raymond
- Thomas Haden Church - Jack
- Virginia Madsen - Maya
- Sandra Oh - Stephanie
- Marylouise Burke - Miles' Mother
- Jessica Hecht - Victoria
- Missy Doty - Cammi